# Ósemka (nuta)

Ósemka

Ósemka (♪) – w notacji muzycznej nuta oznaczająca dźwięk o czasie trwania równym jednej ósmej całej nuty. Do oznaczenia ciszy o tym samym czasie trwania używa się pauzy ósemkowej.
Ósemki są zapisywane jako owalne, zaczernione główki z prostą pionową laską i jedną chorągiewką.
Ósemki poniżej trzeciej linii z zasady zapisuje się w ten sposób, że laski znajdują się po prawej stronie główki i skierowane są do góry. Od trzeciej linii wzwyż laski umieszcza się po lewej stronie główki i skierowane są one w dół. Chorągiewki zawsze umieszcza się po prawej stronie kreski. Jeśli kilka ósemek sąsiaduje ze sobą, można je połączyć w grupę za pomocą pojedynczej belki (Rys. 2). 

Ósemki i pauza ósemkowa na pięciolinii.
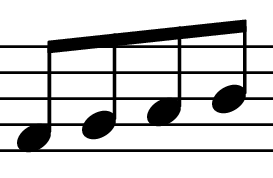
Grupa ósemek połączonych belką.